# National Wrestling Alliance
National Wrestling Alliance (NWA) — американский рестлинг-промоушн. В прошлом — союз, управляющая организация, бывшая самым большым в мире независимым рестлинг-объединением. Организация санкционировала рестлинг-шоу под своим брендом в компаниях-членах союза. До 1960-х годов NWA выступал в качестве единственного руководящего органа для большинства реслинг-лиг, выступая в качестве франчайзера.
В сентябре 1993 года крупнейший из оставшихся членов организации, World Championship Wrestling (WCW), покинул NWA во второй и последний раз. NWA продолжала существовать как свободная коалиция независимых промоушенов. NWA: Total Nonstop Action (NWA:TNA) с июня 2002 года по май 2007 года получила эксклюзивное право розыгрыш титулов чемпиона мира NWA в тяжелом весе и командных чемпионов NWA.
В августе 2012 года NWA прекратила процедуры членства и начала лицензировать свой бренд рестлинг-промоушенам. С 2019 года NWA является стандартным рестлинг-промоушеном.

## История

### 1950-е — 1970-е

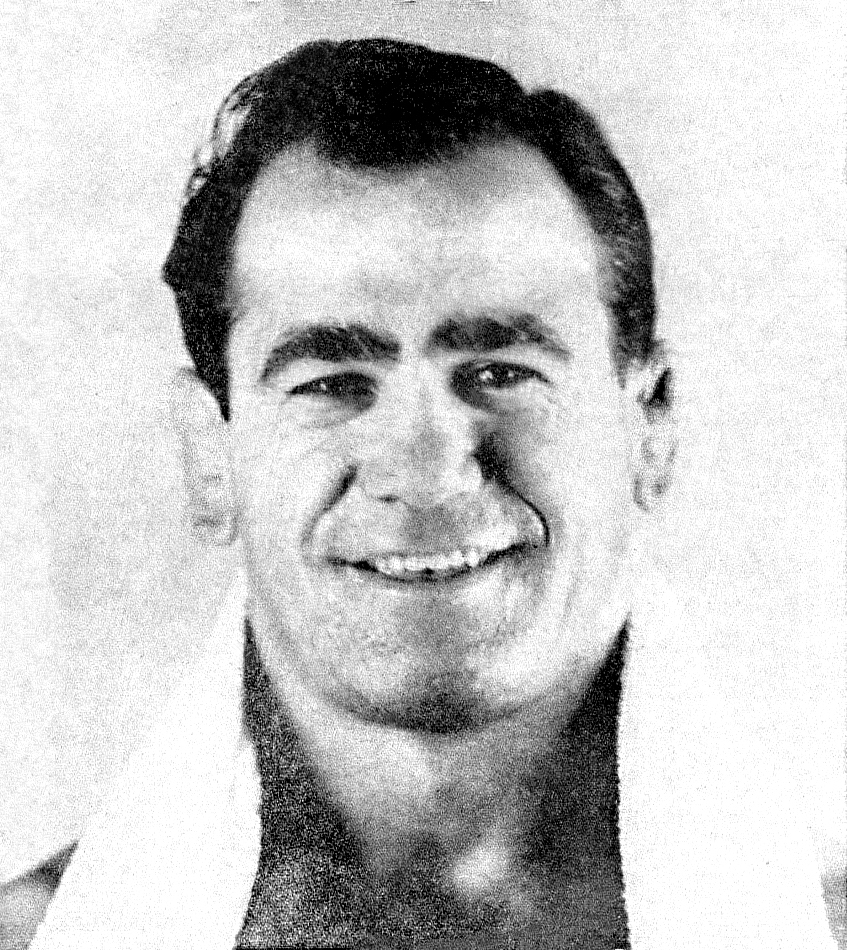
Лу Тез

До создания NWA в 1948 году в Северной Америке существовало множество региональных соревнований по рестлингу (каждый из которых объявлял своего собственного «чемпиона мира»). Тем не менее, ни у кого из них не было поддержки или признания за пределами своих регионов. Концепция NWA заключалась в том, чтобы объединить чемпионаты этих региональных компаний в один настоящий чемпионат мира по рестлингу, обладатель которого был бы признан во всем мире. NWA был основан в 1948 году, когда несколько промоутеров (Гарри Лайт, Эл Хафт, Тони Стречер, Пол Джордж, Орвиль Браун и Сэм Мучник) объединились в союз. Они же составили первый совет директоров NWA, а первым президентом стал Пол Джордж (он возглавлял союз до 1950 года). Члены союза должны были выбирать единственного мирового чемпиона путем голосования — предполагалось, что это исключит конфликты между региональными промоутерами. Во время второго чемпиона мира в тяжёлом весе NWA Лу Теза (1949—1956) титул был объединен с ещё несколькими ранее конкурирующими «мировыми» титулами, это узаконило утверждение NWA о том, что их титул был «единым титулом чемпиона мира». Титул чемпиона мира NWA был самым престижным в рестлинге до 80-х годов. Им владели такие звезды, как Лу Тез, Дори Фанк-младший, Джек Бриско, Терри Фанк, Харли Рейс.

### 1980-е — 1993
Торговля видеокассетами и кабельное телевидение проложили путь к упадку межрегиональной бизнес-модели NWA, поскольку зрители теперь могли видеть сюжетные дыры и несоответствия между сюжетными линиями каждой территории. Присутствие таких звезд, как Рик Флэр, на телевидении каждую неделю делало их специальные выступления в каждом регионе менее привлекательными. WWF навсегда покинула NWA в 1983 году, поскольку Винс Макмэн, купивший WWF у своего отца в 1982 году, работал над тем, чтобы программы WWF выходили на синдицированном телевидении по всей территории США. В том же году Jim Crockett Promotions и NWA создали своё главное супершоу Starrcade, которое впервые транслировалась по закрытым сетям и считалась их флагманским событием. В субботу, 14 июля 1984 года, в день, который стал известен как «Чёрная суббота», Макмэн купил входящую в NWA компанию Georgia Championship Wrestling (GCW) и объединил её с WWF. WWF заняла бы место GCW на канале TBS, где в течение 12 лет выходила программа GCW World Championship Wrestling. Этот шаг оказался катастрофическим, так как рейтинги резко упали, и WWF в итоге потеряла деньги на сделке. Тогдашний президент NWA Джим Крокетт-младший, владелец компании Jim Crockett Promotions (JCP), выкупил у Макмэна программу World Championship Wrestling за 1 миллион долларов США и вернул программы NWA на TBS. К 1985 году Jim Crockett Promotions (JCP) становится флагманом NWA, приобретая все больше тайм-слотов на TBS и объединяясь с другими территориями NWA в попытке конкурировать с WWF.
После успеха WrestleMania III в 1987 году WWF создала ещё одно платное шоу, Survivor Series, на вечер Дня благодарения, чтобы напрямую конкурировать с шоу NWA Starrcade, и потребовала от кабельных провайдеров эксклюзивных прав на трансляцию этого события. В результате в следующем году Starrcade был перенесен на декабрь, а с 1988 года шоу стало проводиться на Рождество. WWF назначила свое первое шоу Royal Rumble на январь 1988 года, чтобы провести контрпрограмму против Bunkhouse Stampede от NWA. NWA ответила созданием Clash of the Champions на TBS для контрпрограммы WrestleMania IV.
К 1988 году компании Jim Crockett Promotions грозило банкротство. 11 октября под руководством владельца Теда Тёрнера компания TBS купила активы JCP и переименовала её в World Championship Wrestling (WCW) в честь одноимённого телешоу. Первоначально компания TBS была зарегистрирована как Universal Wrestling Corporation, Тёрнер обещал фанатам, что WCW сохранит стиль NWA, ориентированный на спорт, а не развлечения. Продажа была завершена 2 ноября 1988 года. К сентябрю 1993 года WCW полностью вышла из состава NWA.

#### Современность (2017—н.в.)
1 мая 2017 года было сообщено, что Билли Корган, солист Smashing Pumpkins, согласился приобрести NWA, включая название, права, торговые марки и чемпионские пояса. Сделка была закрыта 1 октября 2017 года. Корган сформировал новое руководство организации вместе с Дэйвом Лаганой.
В сентябре 2019 года NWA объявил о запуске еженедельной телепередачи, которая впоследствии была названа NWA Powerrr. Первые записи состоялись 30 сентября и 1 октября в GPB Studios в Атланте, Джорджия. Дебют шоу состоялся 8 октября 2019 года. 5 января 2022 года NWA объявила о запуске пакета подписки NWA All Access на FITE TV, включающего прошедшие и предстоящие PPV-шоу, новые эпизоды Powerrr по вторникам и недавно объявленный еженедельный сериал NWA USA. Кроме того, было объявлено, что Powerrr вернется на YouTube и будет выходить в эфир по пятницам после премьеры на FITE, а NWA USA будет выходить в эфир по субботам на этой платформе, а затем перейдет на воскресенья на FITE. Наконец, было объявлено, что NWA расширит расписание PPV до шести мероприятий в год в рамках нового соглашения с FITE TV.

## Чемпионские титулы
- Чемпион мира NWA в тяжёлом весе